# Sparkasse Holstein
Die Sparkasse Holstein ist eine öffentlich-rechtliche Sparkasse mit Sitz in Bad Oldesloe und Eutin in Schleswig-Holstein.

## Organisationsstruktur
Die Sparkasse Holstein ist eine Anstalt des öffentlichen Rechts. Rechtsgrundlagen sind das Sparkassengesetz für Schleswig-Holstein und die durch den Verwaltungsrat der Sparkasse erlassene Satzung. Organe der Sparkasse sind der Vorstand und der Verwaltungsrat.
Träger der Sparkasse Holstein ist der Zweckverband Sparkasse Holstein, an dem die Kreise Ostholstein und Stormarn zu gleichen Teilen beteiligt sind.

## Geschäftsgebiet
Das Geschäftsgebiet umfasst die Kreise Ostholstein und Stormarn und die angrenzenden Gemeinden, unter anderem Hamburg und Norderstedt (Kreis Segeberg).

## Geschäftsausrichtung und Geschäftsstruktur
Die Sparkasse Holstein betreibt als Sparkasse das Universalbankgeschäft. Im Verbundgeschäft arbeitet sie mit Landesbanken, der LBS Landesbausparkasse NordOst AG, der DekaBank, der Provinzial Nordwest und der Deutschen Leasing AG zusammen.
Die Sparkasse Holstein wies im Geschäftsjahr 2023 eine Bilanzsumme von 9,408 Mrd. Euro aus und verfügte über Kundeneinlagen von 6,874 Mrd. Euro. Gemäß der Sparkassenrangliste 2023 liegt sie nach Bilanzsumme auf Rang 31. Sie unterhält 56 Filialen/Selbstbedienungsstandorte und beschäftigt 945 Mitarbeiter.
Die Sparkasse Holstein hat eine 100%ige Tochtergesellschaft, die S-Immobiliengesellschaft Holstein mbH & Co.KG. Die S-Immobiliengesellschaft-Holstein (gegründet 2002) hat sich von einer reinen Erschließungsgesellschaft zu einem Dienstleister rund um das Thema Immobilien sowie Neubauplanung und -konzeption entwickelt.
Außerdem hält sie 60 % an der S-International Schleswig-Holstein GmbH & Co. KG. Die S-International Schleswig-Holstein wickelt das internationale Geschäft für sechs Sparkassen in Schleswig-Holstein und Niedersachsen ab.
Darüber hinaus engagiert sich die Sparkasse Holstein auch stark im wirtschaftlichen, sozialen und kulturellen Leben ihres Geschäftsgebiets. Dies geschieht durch die 18 sparkasseneigenen Stiftungen sowie Spenden und Sponsoring-Aktivitäten.

## Geschichte
Die Sparkasse Holstein entstand am 1. Januar 2006 aus der Fusion der Sparkasse Ostholstein mit der Sparkasse Stormarn. Die Geschichte reicht jedoch sehr viel weiter zurück. Im Jahre 1824 wurden sowohl die ältesten Vorgänger der Sparkasse Ostholstein (die privatrechtliche Spar- und Leihkasse Oldenburg und die Spar- und Leihkasse Neustadt) als auch der Sparkasse Stormarn (die Spar- und Leihkasse der Stadt Bad Oldesloe) gegründet. Im Vordergrund der Sparkassengründungen standen die Mildtätigkeit und Gemeinnützigkeit der Gründer. In den 1920er Jahren kam es schließlich zu den ersten Übernahmen von benachbarten Sparkassen. Dieser Trend verstärkte sich bis zum Ende des Zweiten Weltkriegs.
Im Jahr 1913 wurde die Sparkasse des Kreises Stormarn in Wandsbek gegründet. Diese übernahm im Jahr 1942 die Kreissparkasse Ahrensburg und zog zwei Jahre später nach Bad Oldesloe um. Durch Fusion mit der Stadtsparkasse Bad Oldesloe zur Kreis- und Stadtsparkasse Stormarn (später nur Kreissparkasse Stormarn) bildete sich das Vorgängerinstitut der Sparkasse Holstein, die Sparkasse Stormarn.
Im Jahre 1918 wurde zudem die Kreissparkasse des Kreises Oldenburg gegründet. Hierbei handelte es sich um den Zusammenschluss von einzelnen Sparkassen im Gebiet des damaligen Kreises Oldenburg (in Holstein). Bis 1943 vereinte sie neun Vorgängersparkassen unter ihrem Dach. Die Kreissparkasse Eutin ging 1940 aus der Oldenburg-Lübecker Landesbank hervor. Diese war unter anderem für die holsteinischen Niederlassungen der Oldenburgischen Landesbank (hier Oldenburg in Oldb) verantwortlich. Durch die Kreisgebietsreform der beiden Kreise Eutin und Oldenburg zum Kreis Ostholstein im Jahre 1971 entstand schließlich die Kreissparkasse Ostholstein, das zweite Vorgängerinstitut der Sparkasse Holstein.
Die Umbenennung der beiden Kreissparkassen in Sparkassen erfolgte im Jahre 1993.